# Bebé adotta un fratello
Bebé adotta un fratello (Bébé adopte un petit frère) è un cortometraggio muto del 1912 scritto e diretto da Louis Feuillade.
È la prima apparizione sullo schermo del nuovo personaggio creato da Feuillade, Pallottolino: interpretato da René Poyen che, all'epoca, aveva appena quattro anni, il nuovo piccolo bambino terribile prenderà ben presto il posto di Bébé, diventato ormai adolescente.

## Produzione
Il film fu prodotto dalla Société des Etablissements L. Gaumont.

## Distribuzione
Distribuito dalla Société des Etablissements L. Gaumont, uscì nelle sale cinematografiche francesi il 2 agosto 1912.